# Melithreptus affinis
Melithreptus affinis là một loài chim trong họ Meliphagidae.